# Shrek den Tredje
Shrek den Tredje er en amerikansk tegnefilm, der havde dansk premiere 31. august 2007.

## Handling
Lige før Fionas far, Kong Harald, dør, fortæller han at Shrek og Fiona skal overtage tronen. Men Shrek ønsker ikke ansvaret, og kongen bruger sine sidste åndedrag på at fortælle dem at der er en anden som også er arving til tronen, nemlig hans nevø Arthur. Shrek, Den Bestøvlede Kat og Æslet tager ud for at finde ham. Men da de er på vej ud af havnen,fortæller Fiona Shrek at hun er gravid.
Imellem tiden har Prins Charming fået kaldt de onde skurke sammen, og de planlægger at overtage kongeriget og gøre Prins Charming til konge. De angriber slottet under Fionas babyshower og tager hende, dronningen, Tornerose og Snehvide til fange fordi Rapunzel forråder dem til fordel for Prins Charming.

## Medvirkende
| Rolle              | Engelsk version     | Dansk version                            |
| ------------------ | ------------------- | ---------------------------------------- |
| Shrek              | Mike Myers          | Amin Jensen                              |
| Æsel               | Eddie Murphy        | Jan Gintberg                             |
| Fiona              | Cameron Diaz        | Mille Hoffmeyer Lehfeldt                 |
| Den Bestøvlede Kat | Antonio Banderas    | Kristian Boland                          |
| Dronning Lillian   | Julie Andrews       | Kirsten Lehfeldt                         |
| Kong Harald        | John Cleese         | Stig Hoffmeyer                           |
| Arthur             | Justin Timberlake   | Christian Potalivo                       |
| Merlin             | Eric Idle           | Torben Zeller                            |
| Kagemand           | Conrad Vernon       | Lars Thiesgaard                          |
| Pinocchio          | Cody Cameron        | Peter Røschke                            |
| Ulven              | Aron Warner         | Peter Zhelder                            |
| De tre blinde mus  | Christopher Knights | Henrik Koefoed                           |
| De tre små grise   | Cody Cameron        | Henrik Koefoed                           |
| Prins Charming     | Rupert Everett      | Caspar Phillipson                        |
| Lancelot           | John Krasinski      | Mathias Reher Nevel                      |
| Tornerose          | Cheri Oteri         | Trine Appel                              |
| Askepot            | Amy Sedaris         | Cecilie Stenspil                         |
| Rapunzel           | Maya Rudolph        | Ilia Swainson                            |
| Snehvide           | Amy Poehler         | Malene Nordtorp - Sang Karoline Munksnæs |
| Mabel              | Regis Philbin       | Jørgen De Mylius                         |

### I mindre roller
- Allan Hyde
- Annevig Schelde Ebbe
- Jens Jacob Tychsen
- Julian C. Thiesgaard Kellermann
- Lars Mikkelsen
- Lasse Lunderskov
- Maja Iven Ulstrup
- Michael Lundbye Slebsager
- Morten Staugaard
- Peter Røschke
- Søren Sætter-Lassen
- Thea Iven Ulstrup
- Thomas Mørk
- Vibeke Dueholm